# بلمانا
بلمانا قرية تتبع ناحية الروضة في منطقة بانياس التابعة لمحافظة طرطوس.